# Grand Public
Grand Public est une émission télévisée culturelle hebdomadaire française présentée par Aïda Touihri, puis par Virginie Guilhaume, et diffusée sur France 2 à partir du 27 septembre 2012.
L'émission porte le même titre qu'un programme diffusé sur TF1 dans les années 1980, dans lequel venaient se produire les artistes de la chanson francophone de cette époque[réf. nécessaire].

## Historique
L'émission est diffusée le jeudi soir à 23 h 10 (saison 1) et à partir de septembre 2013, le samedi à 14 h 50. 
En septembre 2014, l'émission revient pour une troisième saison et change d'horaire de 14 h 50 à 17 h 10 avec de nouvelles rubriques : en immersion, l'enquête, le questionnaire, l'histoire, le phénomène et de nouvelles rubriques comme : Happy et (F)Utiles[réf. nécessaire].

### Grand Public, petit format
À partir du 16 janvier 2015, le magazine opte un nouveau format de trois minutes, tous les vendredis à 20 h 30 puis rediffusé le mercredi à 22 h 30.

### Grand Public, grand format
Le vendredi en deuxième partie de soirée sur France 2 pendant tout le mois de juin 2015, l'émission revient en grand format pour cinq émissions exceptionnelles consacrées aux différents domaines culturels (Paris ville d'art, la littérature, la danse, la musique classique et le théâtre).

## Formule
Grand Public reçoit chaque semaine des invités du monde culturel. Sept sujets sont évoqués, ponctués de reportages, autour des thèmes suivants : cinéma, littérature, danse, musique et expositions. La première émission voit venir comme invités l'acteur Lambert Wilson, l'écrivain Jean-Christophe Grangé et les humoristes Michèle Laroque et Pierre Palmade ; deux reportages sur l'artiste Andy Warhol et la « guerre des prix littéraires » sont également diffusés, alors que dans la dernière partie, les portraits croisés des acteurs Jean Dujardin et Omar Sy sont présentés, avec la question sous-jacente « Est-ce que Hollywood a besoin des acteurs français aujourd'hui ? ».
Aïda Touihri souhaite à travers ce programme « donner envie aux gens d'aller voir un film, découvrir une exposition, lire un livre, sans trop de bla-bla […]. Le but de l'émission est de rendre la culture accessible non pas seulement à ceux qui habitent entre le boulevard Saint-Germain et le 16e arrondissement, mais accessible à mon voisin, ma mère, ma belle-mère, la personne que je vais croiser dans la rue ».

## Générique
Le générique a pour fond musical le morceau Down the Road, de C2C.

## Identité visuel (logo)

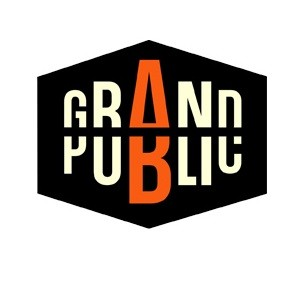
Logo de l'émission (saison 1)

## Critiques
En novembre 2013, Le Figaro note : « Pour ceux qui cherchent à découvrir les coulisses du film, du disque ou de l'exposition à la mode. Les interviews, d'une bonne longueur, sont pimentées de questionnaires à la Marcel Proust. Le dynamisme d'Aïda Touihri est communicatif, mais son ton trop académique ».